# Stjärnornas krig och fred
Stjärnornas krig och fred (engelska: Star Wars Holiday Special) är en amerikansk TV-film som är en spinoff av Stjärnornas krig (1977). Den sändes för första gången i USA och Kanada på CBS den 17 november 1978 och i TV-kanaler i flera andra länder, men distribuerades aldrig officiellt på video. I programmet medverkade flera av de viktigaste skådespelarna från långfilmen: Harrison Ford, Peter Mayhew, Mark Hamill, Carrie Fisher och Anthony Daniels. Filmen har förutom huvudhandlingen en rad revyinslag, med dansnummer, sketcher, musikframträdanden samt en tecknad film där Star Wars-rollfiguren Boba Fett framträder för första gången.

## Handling
Han Solo och Chewbacca är på väg, i skeppet Årtusendefalken, till Chewies hemplanet Kashyyyk. De stöter då på Rymdimperiets stjärnkryssare, och gör allt för att försöka fly.
På Kashyyyk förbereder sig Chewies fru Malla, hans far Itchy och sonen Lumpy för att fira helgdagen Life Day. De börjar bli oroliga för att Chewie och Han aldrig dyker upp. Itchy och Malla använder sig av en sändare för att kontakta Luke Skywalker, som försöker lugna dem. Inne i köket gör Lumpy sina sysslor, väldigt motvilligt.  
Samtidigt på en stjärnkryssare har Darth Vader tappat bort det rebellskepp som tidigare lokaliserats, och kräver att det måste hittas till varje pris. Rymdimperiet förbjuder då alla skepp att landa eller lyfta från Kashyyyk. Malla och hennes familj som hört detta blir livrädda när det plötsligt knackar på dörren, men det är endast deras vän Saun Dann som kommit för att lämna presenter. 
På en annan planet bestämmer sig prinsessan Leia och C-3PO för att sända en hälsning till Malla, men Leia blir genast upprörd när hon hör att Han och Chewie inte dykt upp ännu. Saun Dann försäkrar henne att han ska ta hand om familjen. 
Han och Chewie lyckas fly ifrån stjärnkryssarna, och landar på den norra sidan av Kashyyyk. I wookiee-hemmet hör man hur ett skepp flyger över, och Lumpy springer ut till vad han tror ska vara sin pappa. Istället står där två av Rymdimperiets stormtrupper.

## Rollista
| Harrison Ford                                                  | – Han Solo                                        |
| Peter Mayhew                                                   | – Chewbacca                                       |
| Mark Hamill                                                    | – Luke Skywalker                                  |
| Carrie Fisher                                                  | – Prinsessan Leia                                 |
| Anthony Daniels                                                | – C-3PO                                           |
| Kenny Baker                                                    | – R2-D2                                           |
| Don Francks                                                    | – Boba Fett                                       |
| James Earl Jones                                               | – Darth Vader (röst)                              |
| Bea Arthur                                                     | – Ackmena                                         |
| Art Carney                                                     | – Trader Saun Dann                                |
| Diahann Carroll                                                | – Mermeia Hologram                                |
| Jefferson Starship (Marty Balin, Craig Chaquico, Paul Kantner) | – Holografiskt Band                               |
| Harvey Korman                                                  | – Krelman / Chef Gormaanda / Amorphian instructor |
| Mickey Morton                                                  | – Malla                                           |
| Paul Gale                                                      | – Itchy                                           |
| Patty Maloney                                                  | – Lumpy                                           |
| Alec Guinness (arkivmaterial)                                  | – Obi-Wan Kenobi                                  |
| Leslie Schofield (arkivmaterial)                               | – Imperial officer                                |

## Mottagande och eftermäle
TV-filmen har blivit ökänd för dess låga kvalitet och skarpa avvikelser från tonen och stilen i de tre första biofilmerna i serien. Den har utsetts till ett av de värsta inslagen i USA:s TV-historia och George Lucas, skaparen av Star Wars, har i efterhand tagit avstånd från den. Stjärnornas krig och fred har samtidigt nått en form av negativ kultstatus tack vare sitt udda innehåll och inslag av kitschig underhållning.

## Visning i Sverige
Stjärnornas krig och fred visades i SVT:s TV2 den 31 maj 1979. Programmet var något nerklippt; ett par sketcher hade klippts bort, däribland en scen med en TV-kock.